# Hubert de Ryes
Hubert de Ryes est un seigneur normand qui aida en 1047 le jeune duc de Normandie Guillaume le Conquérant à éviter une tentative d'assassinat.

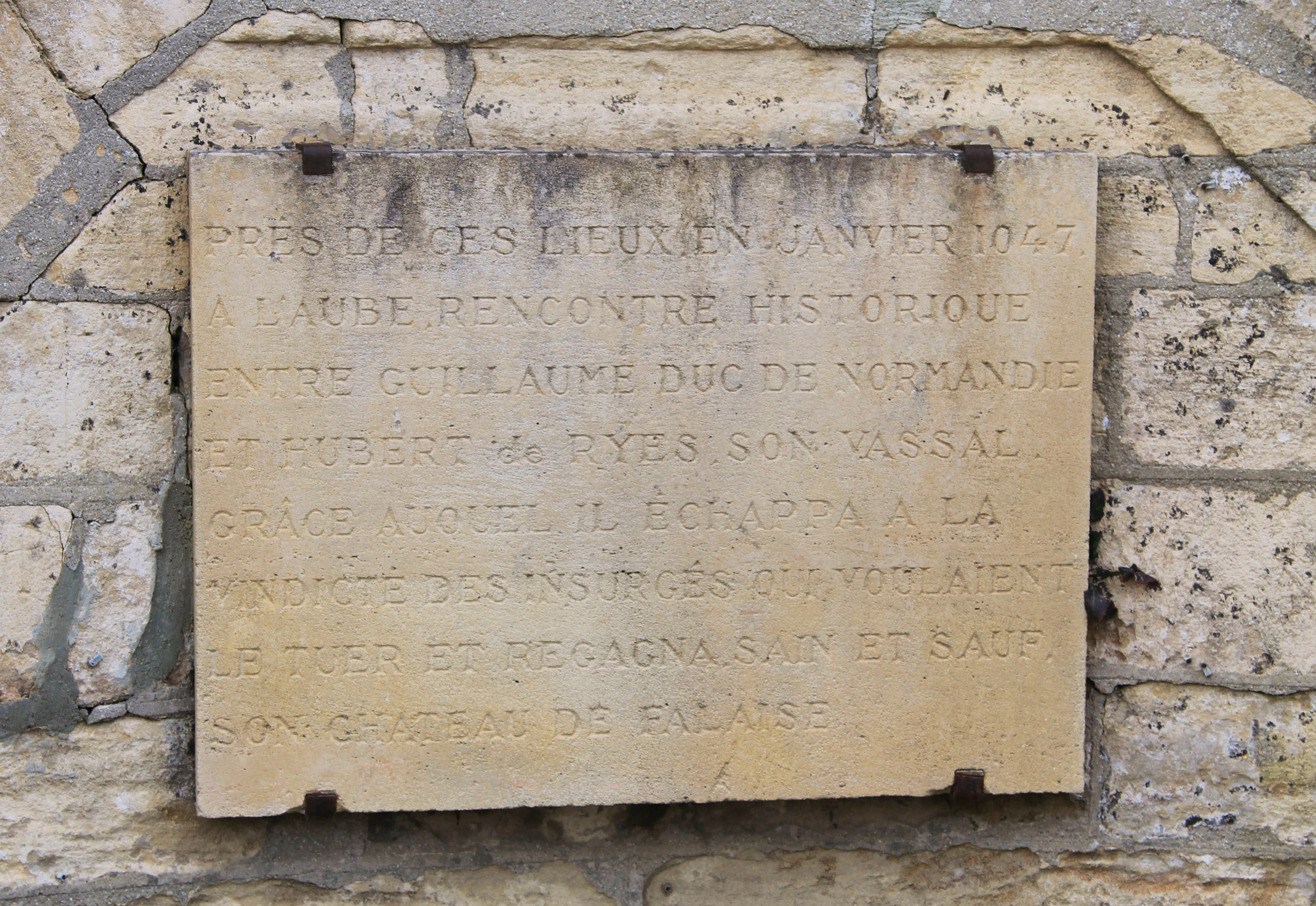
Plaque commémorant l'aide apportée par Hubert de Ryes à Guillaume Duc de Normandie à Ryes

## Biographie
Hubert de Ryes fut un petit seigneur du Bessin, connu pour avoir accueilli dans son domaine de Ryes le futur Guillaume le Conquérant, menacé de mort par un complot de barons normands de l'ouest du duché de Normandie (1046). En effet, alors que le jeune duc normand âgé d'environ 18 ans se trouvait dans sa résidence de Valognes, un fou de sa maison vint le prévenir de l'imminence de son assassinat.  Immédiatement, Guillaume s'enfuit à cheval. Évitant les grands chemins, il trouva refuge dans le village de Ryes. Le seigneur du lieu, Hubert, ordonna alors à ses trois fils d'escorter le duc jusqu'à Falaise. Les quatre hommes arrivèrent en sécurité dans la forteresse ducale ; Guillaume put mener sa contre-offensive contre les barons rebelles.

## LaChronique de l'Abbaye Saint-John de Colchester
La Chronique de l'Abbaye Saint-John de Colchester (Chronicle of St. John's  Abbey, Colchester), qui fut écrite par les moines de l'abbaye, contient de nombreuses légendes et inexactitudes sur la famille de Ryes, qui fonda l'abbaye.

## Descendance
Grâce à l'appui ducal, les trois fils d'Hubert eurent des carrières remarquables malgré leur basse noblesse :
- Eudes, sénéchal des rois d'Angleterre Guillaume le Conquérant, Guillaume le Roux puis Henri Ier. Eudes avait épousé Rohaise († 1121), une fille de Richard de Clare, issue des ducs de Normandie.
- Robert II de Ryes, fut évêque de Sées[3] (v. 1070-v. 1081).
- Adam fitz Hubert fut un commissionnaire du Domesday Book et un tenant d'Odon de Conteville, évêque de Bayeux et comte de Kent, en Angleterre[3].